# 波金卡计划
波金卡计划（阿拉伯语：بوجينكا）是基地组织恐怖分子拉姆齐•优素福和哈立德·谢赫·穆罕默德所策划的一项未遂攻擊计划。“波金卡”一词没有意义，但有一些媒体（如时代杂志）误称该词在塞尔维亚-克罗地亚语中意为“爆炸”。

## 陰謀
原计划在1994年年底在菲律宾首都马尼拉发动，行动包括於1995年1月暗杀訪菲的教宗若望·保禄二世、炸毁11架由亞洲地區起飛前往美國的飞机以及劫持民航飞机撞击大楼。
恐怖分子将菲律賓馬尼拉的一棟公寓改造成了炸彈工場，該棟公寓為是次襲擊陰謀的主谋之一拉姆齐•优素福所有。為了測試各機場保安漏洞及炸彈威力，恐怖分子多次攜帶炸彈的散件進出各機場，及在菲律賓各地放置炸彈，造成多宗傷亡事件。其中，恐怖分子於1994年12月11日，登上菲律賓航空434號班機，乘搭從馬尼拉至宿霧航段。襲擊者於該航段期間放置炸彈於座位下，並於飛機抵達宿霧後下機。當飛機於第二航段前往東京時炸彈就被引爆，結果造成一人死亡。
事後，恐怖分子定於1995年1月22日，於11班由台灣中正國際機場（今台灣桃園國際機場）、馬尼拉國際機場、香港啟德機場、新加坡樟宜機場、泰國廊曼國際機場及漢城金浦機場出發往美國的美籍客機上放置炸彈。該11班航機均會中停另一個機場，襲擊者依菲航434號班機的手法一樣，於第一航段放置炸彈，然後於中途站下機，最後於飛抵美國時炸毀客機。
除了炸毀客機外，恐怖分子更計劃於1995年1月12日，教宗訪菲時派出裝扮成神父的死士接近教宗，並引爆身上炸彈炸死教宗。暗殺教宗的目的是為了轉移外界對下一階段行動的注意力，為此大約有20人接受了优素福的訓練。

## 揭發
1995年1月6日，炸彈製造中心發生大火。菲律賓警方察覺，住所有大量電線、化學品，更在一部電腦中發現一個名為「Bojinka」的連環襲擊檔案。一個月後，优素福於巴基斯坦落網，计划因而失敗。

## 事後
美國及菲律賓政府估計，若計劃最後成功，將會造成4,000多人死亡，而且令全球航空交通癱瘓，經濟損失更是難以估計。
雖然計劃曝光，可是華府並未於事後針對事件作進一步調查，美國國家安全局更沒有制定更嚴格的安全措施以阻止類似行動。於是恐怖分子之后將此次計劃用到了2001年9月11日的九一一事件中。

## 外部連結
- 新明日報(2001年9月21日) （页面存档备份，存于）
- 台灣自由電子報(2006年8月11日) （页面存档备份，存于）

1. ↑  "Asia's Own Osama". Time Asia. April 1, 2002.